# Soka Gakkai

Bandiera della Soka Gakkai in Giappone

La Soka Gakkai (in giapponese 創価学会?, Sōka Gakkai, lett. "società per la creazione di valore") è una scuola laica buddista giapponese i cui insegnamenti si sono diffusi negli ultimi decenni in tutto il mondo. Si pone l'obiettivo del raggiungimento della pace nel mondo, Kosen rufu, tramite la rivoluzione umana di ciascun individuo. Talvolta è stata definita come un nuovo movimento religioso che pratica e diffonde il buddismo così come fu codificato dal monaco riformatore Nichiren (日蓮?, 16 febbraio 1222 - 13 ottobre 1282), mentre secondo altri porta avanti una versione moderna e più adatta alla società occidentale contemporanea dello stesso buddismo Nichiren.
Fondata nel 1930 dall'educatore e pedagogista giapponese Tsunesaburō Makiguchi, la Soka Gakkai in origine fu una delle associazioni laiche che si affiliarono al tempio Taiseki-Ji, cioè il tempio principale della scuola buddista giapponese Nichiren Shōshū (日蓮正宗?), scuola a sua volta nata in epoca Meiji dal riordino di tutti i templi che si riferivano al discepolo Nikkō (日興?, 1246-1333) di Nichiren Daishonin. Si separò poi dalla stessa nel 1991 a seguito della scomunica, da parte del 67º Sommo Patriarca della Nichiren Shōshū Nikken Shonin, del Presidente Daisaku Ikeda e dell'intera Soka Gakkai, divenendo da allora un'organizzazione completamente laica e indipendente.
Alla base della pratica della Soka Gakkai (come da indicazione di Nichiren Daishonin), vi è la recitazione di un mantra, più precisamente il titolo, daimoku, del Sutra del Loto, cioè nam myōhō renge kyō (南無妙法蓮華経?) e la lettura quotidiana (gongyō) in lingua antica del Secondo e Sedicesimo capitolo del Sutra del Loto davanti al Gohonzon, un maṇḍala iscritto su di una pergamena, che ogni credente custodisce nella propria casa, e che riproduce quello inciso da Nichikan Shonin. Il Gohonzon ha la funzione di aiutare ogni essere umano a percepire il vero aspetto di tutti i fenomeni e a manifestare la Buddità fondendosi con la Legge mistica, grazie alla recitazione del daimoku (題目?). 
La Soka Gakkai pone l'accento sulla possibilità di trasformazione interiore di ogni essere umano, il quale, attraverso la pratica buddista, può essere in grado di far emergere il proprio massimo potenziale (La rivoluzione umana di un singolo individuo contribuirà al cambiamento nel destino di una nazione e condurrà infine a un cambiamento nel destino di tutta l'umanità, Daisaku Ikeda).
Sviluppatasi inizialmente nel solo Giappone, la Soka Gakkai ha cominciato a diffondersi all'estero dal 1960 con la creazione delle prime organizzazioni locali e nel 1975 è stata fondata la Soka Gakkai International (durante un incontro tenutosi a Guam) a cui parteciparono i rappresentanti di ben 51 Paesi. La Soka Gakkai conta ora in Giappone più di dieci milioni di fedeli ed è presente in 192 Paesi del mondo. 
In Italia, secondo una stima del 2022, vi risultano aderire circa 96.100 fedeli. Sino alla sua scomparsa, avvenuta il 15 novembre 2023, il suo capo spirituale è stato Daisaku Ikeda, presidente della Soka Gakkai Internazionale e dal 1960 terzo presidente della Soka Gakkai giapponese, succeduto a Jōsei Toda dopo la sua morte.

## Storia

### Origini e fondazione

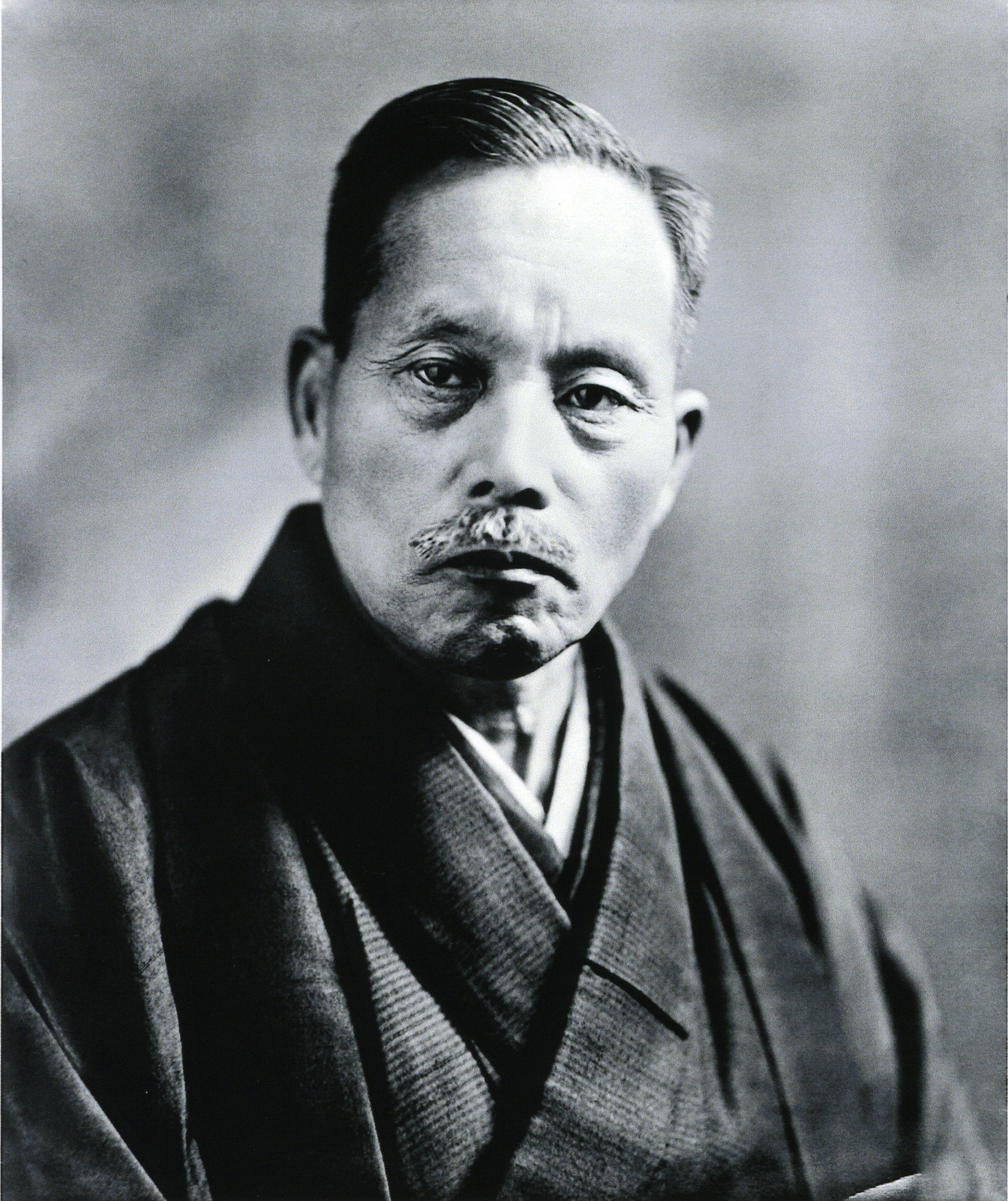
Tsunesaburō Makiguchi, il fondatore e primo Presidente della Soka Gakkai

Il fondatore della Soka Gakkai, Tsunesaburō Makiguchi, nacque in Giappone nel 1871. Filosofo ed educatore, aveva sviluppato un modello di pedagogia umanistica e, dopo essere venuto in contatto con il Buddismo di Nichiren, scelse di dedicare la propria vita alla sua diffusione. Cuore della sua filosofia pedagogica era la teoria del valore e cioè, lo scopo dell'educazione, nel suo pensiero, era quello di rendere le persone capaci di creare valore in ogni circostanza. 
Nel 1928, insieme a Jōsei Toda, un giovane insegnante che ammirava profondamente le sue idee, Makiguchi abbracciò il buddismo di Nichiren e nel 1930 fondò la Soka Kyoiku Gakkai (società educativa per la creazione di valore), antesignana dell'attuale Soka Gakkai, della quale divenne il presidente.
Pur essendo nata da un piccolo gruppo di educatori, la Soka Kyoiku Gakkai si sviluppò gradualmente fino a diventare un gruppo numeroso connotato dal punto di vista religioso, tant'è che nel 1936 vennero condotti regolarmente incontri informali tra il tempio Taiseki Ji della Nichiren Shōshū e Makiguchi, aventi come scopo sia l'approfondimento religioso che l'integrazione dell'organizzazione laica tra gli affiliati al Tempio.

### Persecuzione e scioglimento durante la guerra

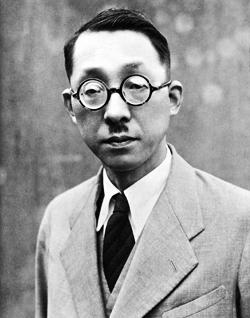
Il secondo presidente della Soka Gakkai, Jōsei Toda

Nel 1940 si svolse il secondo Incontro Generale al Gunjin Kaikan a Kudan, Tokyo, con la partecipazione di oltre trecento ospiti e membri. L'anno seguente, 1941, sul Kachi Sozo (La Creazione del Valore), il periodico mensile della Soka Kyoiku Gakkai, venne stampato un rapporto sulla crescita dei membri ad oltre tremila credenti.
Era un periodo di tensione crescente. Nel dicembre di quello stesso anno sarebbe cominciata la guerra del Pacifico. La società prebellica nipponica sotto il governo militarista esercitò una pressione ancora maggiore sulle vite di tutti i giapponesi. Venne imposta rigidamente una politica di controllo del pensiero; anche la religione e le ideologie erano sempre più soggette ad uno stretto controllo. Gli insegnamenti e la pratica della Soka Kyoiku Gakkai non facevano eccezione; anch'essi dovevano rapidamente mutare in quelli di aspetto estremamente militaristico, riflettendo il contesto sociale di quest'epoca.
Ufficialmente in nome della pace e della sicurezza nazionale, il governo ordinò a tutte le religioni di unificarsi sotto l'egida dello Shintoismo, emanando una legge che obbligava i cittadini giapponesi a conservare nelle loro abitazioni dei simboli shintoisti di buon augurio per la nazione. Mentre molti buddisti Nichiren erano da sempre nazionalisti come lo era stato lo stesso fondatore (sebbene avverso alle autorità del tempo), Makiguchi era invece ostile al militarismo e all'imperialismo giapponese, nonché all'unificazione delle scuole buddiste sotto lo shintoismo, e avverso al culto religioso dell'imperatore. Egli non rinnegava il suo attaccamento alla nazione, ma come Nichiren sosteneva che i suoi problemi fossero dovuti alla diffusione di false religioni e ideologie.
La Soka Kyoiku Gakkai manifestò sempre aperta ostilità verso il totalitarismo e il bellicismo, rifiutando l'appoggio morale alla guerra. Le riunioni della Soka Gakkai, che nel 1941 contava duemila membri, cominciarono ad essere sorvegliate dalla polizia speciale e furono anche sospese le pubblicazioni della rivista dell'organizzazione. La Nichiren Shoshu, a cui la società aderiva, accettò il regime, mentre la Soka Gakkai rimase all'opposizione.
Nel 1943 Makiguchi e Toda con altri leader dell'organizzazione, definiti "criminali del pensiero" per essersi rifiutati di accettare questi compromessi, vennero arrestati e incarcerati con l'accusa di aver minato il mantenimento dell'ordine pubblico. La società venne sciolta d'ufficio. I capi d'accusa erano infrazione della Legge sulla Preservazione della Pace per il rifiuto all'unificazione religiosa, e lesa maestà per aver "negato la divinità dell'imperatore e aver offeso il santuario di Ise" incitando i seguaci a non comprare gli amuleti venduti dal tempio; queste accuse equivalevano in tempo di guerra al reato di tradimento.
Durante l'interrogatorio, Makiguchi ribadì la sua posizione, inaccettabile per shintoisti e nazionalisti, secondo la quale l'imperatore era una persona comune e non una divinità (seppur meritevole di rispetto), come lo stesso Hirohito dichiarerà poi dopo la sconfitta, spinto dagli statunitensi; inoltre affermò di sostenere la libertà di religione come un diritto umano fondamentale. Alcuni affermarono che la causa della persecuzione fu la politica di proselitismo fatta da Makiguchi, mentre altri studiosi, analizzando i verbali degli interrogatori, sostennero che in effetti fu proprio il suo pacifismo e opposizione al regime militare imperiale che provocò la repressione.
A causa del duro regime d'internamento per i dissidenti, l'anziano Makiguchi morì di stenti in carcere il 18 novembre 1944 all'età di 73 anni. Il 3 luglio del 1945, un mese prima della resa del Giappone in seguito ai bombardamenti atomici di Hiroshima e Nagasaki, Josei Toda e gli altri dirigenti vennero rilasciati.
Alcuni hanno messo in dubbio la reale opposizione di Makiguchi alla guerra, come sostenuta dalla Soka Gakkai. Brian Victoria, uno studioso statunitense ordinato monaco zen della scuola Soto, che ha approfondito e criticato i rapporti tra buddhismo giapponese e ideologie fasciste e militariste nel periodo precedente e durante la guerra, ha scritto al proposito:
(Brian Victoria, Lo zen alla guerra, nota 8. p. 148)

### La Soka Gakkai dal 1945 ad oggi

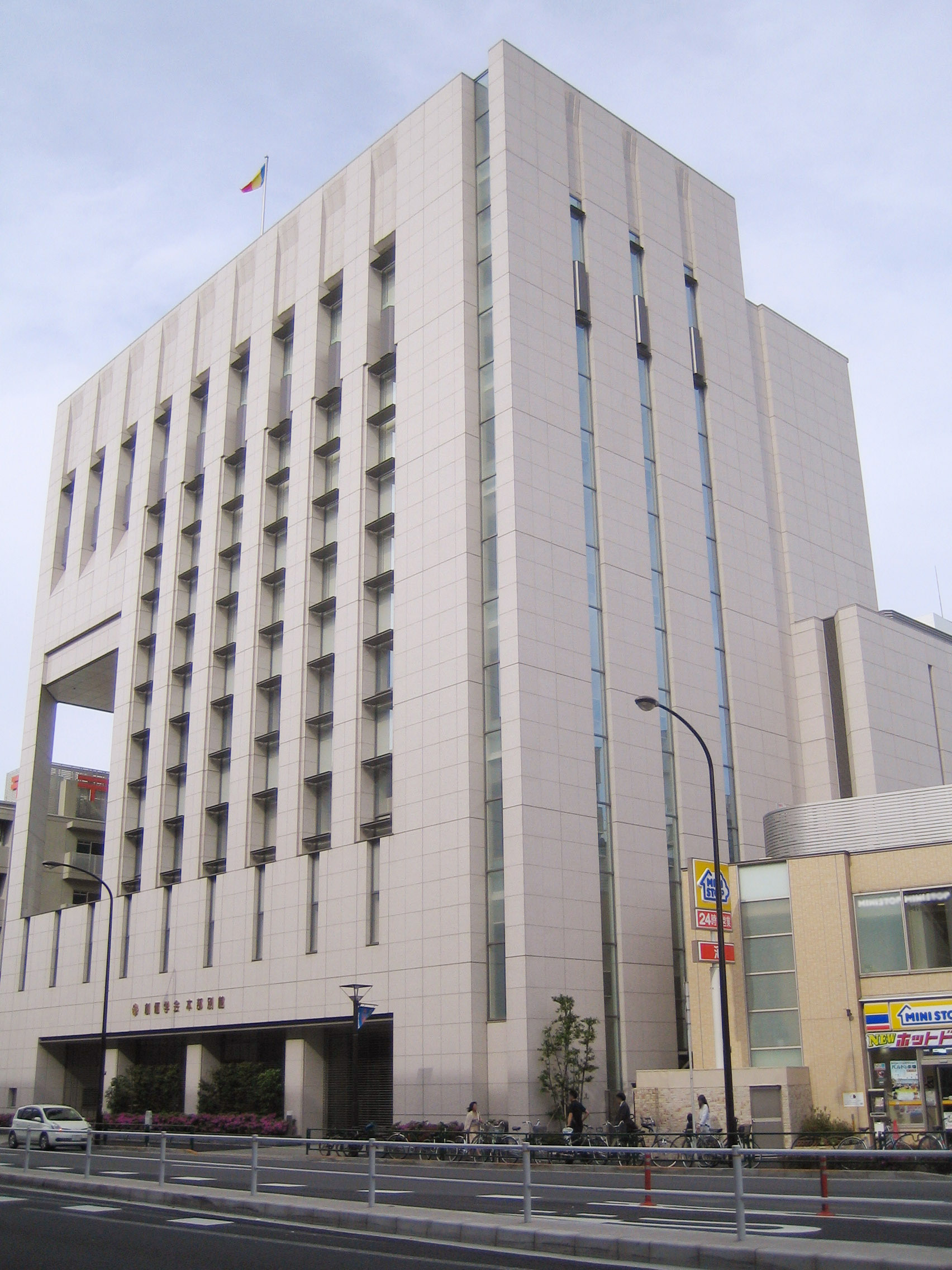
Sede centrale della Soka Gakkai a Tokyo

Dopo la seconda guerra mondiale fu proprio Josei Toda a rifondare la Soka Gakkai (Società per la creazione di valore). Il 3 maggio 1951 Toda ne diventò il secondo presidente e si ripromise di convertire 750.000 famiglie alla scuola di Nichiren. Dedicò il resto della vita al raggiungimento di questo obiettivo. 
Nel 1957, in piena guerra fredda, pronunciò una storica dichiarazione contro le armi nucleari. Da allora le iniziative per la Pace avrebbero costituito una delle attività principali della Soka Gakkai. Il 2 aprile 1958 Toda morì.
Il 3 maggio 1960 Daisaku Ikeda divenne il terzo presidente della Soka Gakkai. Ikeda si concentrò sia nel consolidamento delle basi interne che nell'espansione internazionale del movimento, che si diffuse così in tutto il mondo nei decenni successivi. Fondò prestigiose istituzioni culturali come la Soka University, l'associazione concertistica “Min-On”, e il Fuji Art Museum di Tokyo.
Oggi la Soka Gakkai, che a livello internazionale è nota con il nome di Soka Gakkai International (fondata nel 1975), è presente in 192 paesi del mondo e annovera più di dodici milioni di seguaci.
Sino agli anni novanta la Soka Gakkai era affiliata come associazione laica della Nichiren Shōshū. Tuttavia fin dalla sua fondazione non erano mai mancati attriti con il clero, che con il passare degli anni hanno prodotto una vera e propria rottura. Il 17 dicembre del 1990, il 67° Sommo Patriarca della Nichiren Shōshū ufficializzava la separazione con il movimento sollevando Daisaku Ikeda dalla carica di Sokoto (Coordinatore di tutte le organizzazioni laiche affiliate al Taiseki Ji) e di Daikoto (Capo di un'organizzazione laica affiliata al tempio). 
La Soka Gakkai decise di continuare autonomamente le proprie attività religiose. Il 28 novembre 1991 il Taiseki Ji emanava un decreto di apostasia ("tutti i fedeli che non erano affiliati al Tempio Taiseki Ji erano da considerarsi automaticamente apostati"). Con la scomunica, la maggior parte dei fedeli della Soka Gakkai decisero comunque di seguire l'organizzazione guidata da Ikeda. La famiglia di Josei Toda, uno dei fondatori, restò invece nella Nichiren Shoshu.
In Italia, l'Associazione Italiana Nichiren Shoshu (AINS), che sostituì l'originaria Italiana Nichiren Shoshu (INS), fino a diventare nel 1987 ente morale, ha rappresentato la Soka Gakkai fino alla separazione con la Nichiren Shōshū. Successivamente l'organizzazione ha cambiato statuto e denominazione in ISG e poi in Istituto Buddista Italiano Soka Gakkai (IBISG), riconosciuto come Ente di culto dotato di personalità giuridica con decreto del Presidente della Repubblica il 20 novembre 2000. A tale istituto, con sede centrale a Firenze, sono affiliati una decina di Centri Culturali situati in numerose città italiane. 
La Soka Gakkai è oggi religione riconosciuta dallo Stato italiano a seguito della legge di ratifica dell'Intesa tra l'Istituto Buddista Italiano Soka Gakkai e la Repubblica Italiana approvata all'unanimità dalla Camera dei Deputati il 14 giugno 2016.

## La pratica religiosa: Gongyo e Daimoku
La pratica liturgica professata dai fedeli della Soka Gakkai si ispira alla tradizione del Sutra del Loto così come fu elaborata da Nichiren, tramandata dal discepolo Nikkō (1246-1333) e successivamente riformata da Nichikan (1665-1726).
La preghiera principale è basata sulla recitazione davanti al Gohonzon di un mantra,  l'invocazione ripetuta di Nam-Myōhō-Renge-Kyō (« Letteralmente: "Lode al Sutra del Loto») detta Daimoku: "Nam" significa devozione; "Myō" significa perfezione, mistico, meraviglioso e oltre ogni concezione; "Hō" il Dharma o la Legge; "Renge" il fiore di loto; e "Kyō" il sutra o insegnamento, anche se, andando più in profondità, ogni singolo carattere rivela anche altri significati.
Secondo il Buddismo, il fiore del loto è il più appropriato dei simboli, poiché nello stesso momento fiorisce e mostra la capsula con i semi, stando così a significare la simultaneità di causa ed effetto.
La pratica di supporto è invece chiamata Gongyo e viene recitata al mattino e alla sera tramite la lettura su un apposito libretto. Si tratta della pronuncia in giapponese antico di alcuni capitoli del Sutra del Loto e precisamente della sezione in prosa del secondo (Hoben) e della sezione in versi del sedicesimo (Juryo), così come indicato da Nichiren in una delle sue lettere "Risposta al prete laico Soya”; lo scopo di tale recitazione è per i credenti quello di dare il ritmo giusto alla giornata, stabilendo una sorta di dialogo con l'universo, e di imparare a stabilire dentro di sé una pratica assidua e corretta rideterminando ogni giorno indipendentemente dalle situazioni contingenti.
Daimoku e Gongyo vengono recitati dai credenti della Soka Gakkai ogni giorno davanti al Gohonzon, il mandala che rappresenta per ciascuno di loro l'oggetto di culto per osservare la propria mente (kanjin no honzon).

## L'oggetto di culto: Il Gohonzon

Simbolo della Soka Gakkai Internazionale

Il Go-honzon  (御本尊?, "Oggetto di culto", dalla pronuncia giapponese dei caratteri cinesi; go che è un titolo onorifico, e 本尊?, hon-zon, cioè "oggetto di culto") è un complesso sistema di ideogrammi iscritti su una pergamena redatta in cinese antico. 
Esso rappresenta figurativamente la leggendaria "Cerimonia dell'Aria" descritta nel Sutra del Loto ed in termini sostanziali viene considerato da numerose scuole Nichiren la rappresentazione dell'Illuminazione di Nichiren stesso e la raffigurazione della teoria di Ichinen Sanzen che è alla base del suo buddismo. Tale pergamena è la riproduzione fedele del Gohonzon iscritto da Nichiren , poi adottato da Nikko Shonin e da Nichikan. I fedeli della Soka Gakkai svolgono la recitazione del Daimoku e di Gongyo davanti a questa pergamena da loro custodita in un mobiletto (butzudan) nella propria casa, la quale viene loro affidata, affinché possano compiere la propria "rivoluzione umana" al fine di concorrere al raggiungimento della pace nel mondo (kosen-rufu).
II corretto significato del Gohonzon, nel Buddismo della Soka Gakkai, è quello di “Oggetto di culto per osservare la propria mente” (kanjin no honzon), definizione che equivale a quella di “Oggetto di culto della fede”. Il Gohonzon di Nichiren Daishonin quindi, secondo l'interpretazione della Soka Gakkai, non solo è il punto di riferimento “esterno” della fede, ma la stessa propria vita “diviene” il Gohonzon quando si crede in esso e si recita Nam-myoho-renge-kyo; a tale proposito Nichiren scrive: «Non cercare mai questo Gohonzon al di fuori di te. Il Gohonzon esiste solo nella carne mortale di noi persone comuni che abbracciamo il Sutra del Loto e recitiamo Nam-myoho-renge-kyo». 
In sintesi quindi il Gohonzon rappresenta uno degli elementi principali affinché i credenti possano conseguire la propria illuminazione attraverso la recitazione del Daimoku e contribuire a kosen-rufu.

## Attività

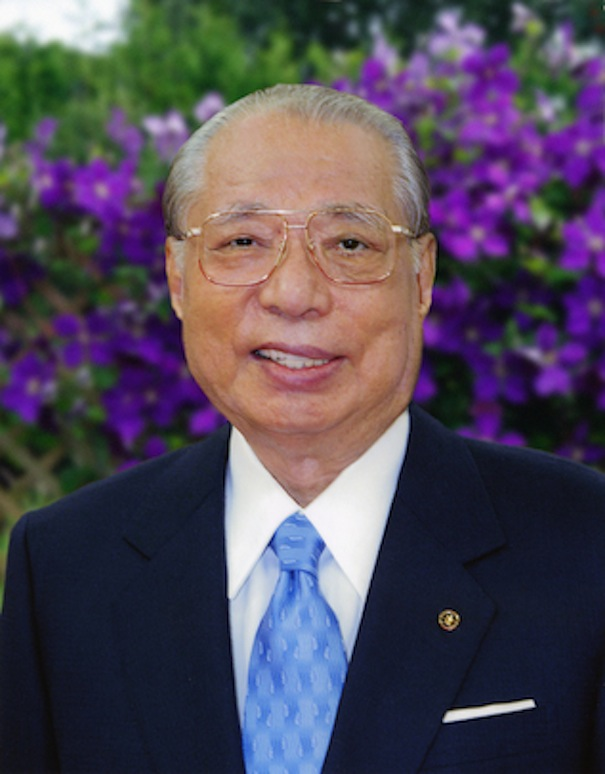
Daisaku Ikeda, terzo Presidente della Soka Gakkai

La Soka Gakkai è un ente religioso che nel novero delle sue attività sociali e filantropiche si batte per il rispetto e la tutela dei diritti umani e per costruire un mondo pacifico basato sulla pratica della non violenza. 
Collabora con molte organizzazioni internazionali ed è riconosciuta presso l'ECOSOC alle Nazioni Unite. Collabora inoltre con le più rilevanti organizzazioni non governative ed istituzioni del pianeta.
Dal 1958 si tiene ogni 16 marzo la Festa della divisione giovani della Soka Gakkai, in commemorazione della grande riunione tenuta dalla divisione giovani con il secondo presidente Josei Toda. Viene celebrata annualmente anche la data della sua fondazione, il 18 novembre.
La società è nota per il suo attivismo sociale, oltre che religioso ed inoltre per le posizioni progressiste in materia di omosessualità e altri temi etici delicati, come l'eutanasia, il suicidio in caso di grave malattia e l'aborto (in alcuni casi). Sua caratteristica è inoltre quella di lasciare libertà di pensiero sia sulle questioni personali che sulle decisioni dei fedeli.

### Italia
La Soka Gakkai, insieme alle altre confessioni religiose riconosciute dallo stato italiano, è attualmente membro del Tavolo interreligioso per l'integrazione istituito dalla Presidenza del Consiglio dei Ministri. 
In passato ha preso parte alla Consulta giovanile per il pluralismo culturale e religioso, istituita il 15 dicembre 2006 con decreto del Ministro per le Politiche Giovanili e per le Attività Sportive, di concerto con il Ministro dell'Interno e presentata il 10 gennaio 2007. La consulta è formata da ragazzi di diversi credo.

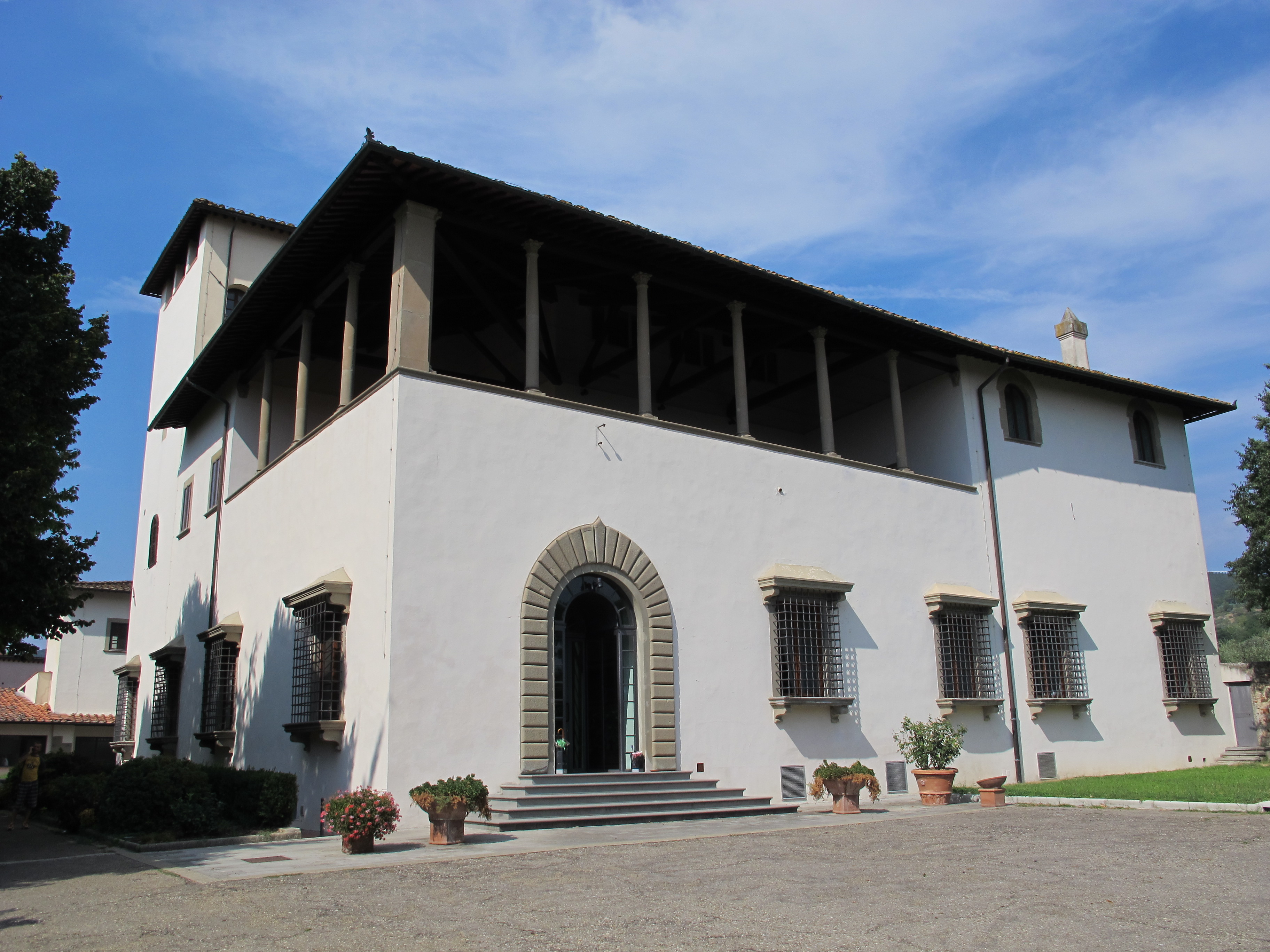
Edificio principale di Villa Le Brache nei pressi di Firenze, sede nazionale italiana della Soka Gakkai

L'Istituto Buddista Italiano Soka Gakkai, a differenza di quello di altri paesi europei, non fa parte dell'Unione buddhista Italiana (UBI), in cui sono invece rappresentate la maggior parte delle altre tradizioni buddiste presenti nel nostro Paese (con l'eccezione principale dell'associazione Essere Pace che fa capo alla scuola del monaco vietnamita Thích Nhất Hạnh -buddismo thiền rinzai-shū -). A livello internazionale è tuttavia affiliato, oltre che alla Soka Gakkai International, anche all'Unione Buddista Europea (di cui fa parte anche la UBI), e per la quale ha espresso per 6 anni la presidenza e attualmente la vice presidenza.
La sede centrale italiana della Soka Gakkai è situata a Firenze nella Villa Le Brache.
La Repubblica Italiana ha sottoscritto il 27 giugno 2015 l'intesa con l'Istituto Buddista Italiano Soka Gakkai. L'Intesa è stata stipulata ai sensi dell'articolo 8 della Carta Costituzionale e rappresenta il pieno riconoscimento dello Stato Italiano della fede Buddista della Soka Gakkai. Tale riconoscimento delinea tutti i diritti ad esprimere l'attività religiosa dell'istituto, individuando speciali prerogative tra cui: assistenza spirituale, istruzione scolastica, sepoltura, 8x1000 e deduzione fiscale.. 
A seguito dell'approvazione, il 14 giugno 2016, della legge di ratifica n. 130/16 e della sua promulgazione il 28 giugno 2016, dal 2017 l'Istituto è divenuto il secondo ente buddista italiano, dopo l'UBI, a beneficiare del gettito dell'8x1000 in dichiarazione dei redditi.

Il calciatore Roberto Baggio, qui alla, indossa una fascia da capitano con i colori della Soka Gakkai

La Soka Gakkai è nota in Italia anche per avere al suo interno membri famosi come il calciatore Roberto Baggio (il quale ha anche donato, in Veneto, uno spazio per un centro ufficiale affiliato alla Soka Gakkai), le attrici Sabina Guzzanti e Ornella Muti, i cantanti Carmen Consoli, Alan Sorrenti ed altri personaggi famosi, tra cui il conduttore radiofonico Antonello Dose.
La Soka Gakkai Italiana pubblica due riviste ufficiali: Il Nuovo Rinascimento e Buddismo e Società, le quali trattano di temi religiosi, ma anche di attualità in ottica buddista.

## Controversie
La Soka Gakkai è stata spesso oggetto di aspre polemiche. In Giappone molti dei critici sostengono che l'organizzazione religiosa non rispetti il principio (sancito dall'articolo 20 della Costituzione) di separazione fra religione e politica per via di legami con il partito politico nipponico Kōmeitō, un partito centrista e populista..
Alcuni affermano che, pur fondata su ideali genuini, la Soka Gakkai si è via via trasformata in un sistema di potere, potendo "contare" su 12 milioni di adepti (tra i quali gli 8 milioni di elettori del Kōmeitō) e amicizie influenti grazie alle frequentazioni dei maggiori leader mondiali, anche alcuni tra i più discussi e controversi, come Mao Tse-Tung, Deng Xiao Ping, Manuel Noriega, Nicolae Ceaușescu e Fidel Castro, incontrati da  Daisaku Ikeda  nel corso degli anni. 
In particolare Ikeda è stato criticato per non aver difeso abbastanza la questione del Tibet nei suoi incontri col leader cinese Hu Jintao. 
In realtà egli ha incontrato anche molti altri leader, attivisti politici e capi di Stato, tra cui il Nobel per la Pace Adolfo Pérez Esquivel che lottò contro la dittatura militare argentina, il quale ha scritto anche la prefazione a un libro di Ikeda e Michail Gorbačëv,  e questi incontri sono sempre stati per lui occasione per toccare argomenti delicati, specie nel dialogo con paesi dittatoriali, o per mediare la soluzione pacifica di un conflitto.
La Soka Gakkai, prima di essere maggiormente conosciuta e riconosciuta, era stata in passato in Italia citata, assieme ad altri gruppi, in un rapporto della Direzione centrale polizia di prevenzione "Sette religiose e nuovi movimenti magici in Italia" redatto nel 1998, dove si affermava: trattasi di "dottrine e pratiche rituali spesso molto distanti dalle confessioni di origine", "di origine relativamente recente (...) o dottrine di tipo iniziatico",  aggiungendo in particolare che nel caso del "buddismo della Soka Gakkai, basato sul Sutra del Loto, la massima autorità buddista, il Dalai Lama, non la riconosce". In realtà in quel rapporto non viene precisato che il Dalai Lama non è la massima autorità del buddismo, ma solo il capo della scuola gelug del buddismo tibetano, nonché ex sovrano politico del Tibet, in seguito a capo del governo tibetano in esilio.
Dal 27 giugno 2015 la Repubblica Italiana ha sottoscritto l'intesa con l'Istituto Buddista Italiano Soka Gakkai, ai sensi dell'articolo 8 della Carta Costituzionale sancendo così il pieno riconoscimento della fede buddista della Soka Gakkai da parte dello Stato Italiano.
In Francia una commissione parlamentare nel 1995 e nel 1999 (Rapporto Guyard) ed in Belgio un'analoga commissione d'inchiesta della Camera dei Rappresentanti nel 1997, avevano incluso la Soka Gakkai in una lista di organizzazioni religiose che devono essere ritenute delle «sette» a tutti gli effetti. Tuttavia anche in Francia, a partire dal 2007, la Soka Gakkai non è più inserita nel rapporto redatto dalla MIVILUDES, organo istituito per il controllo delle derive settarie in Francia, e il suo presidente M. Jean-Michel Roulet ha precisato che la Soka Gakkai: “non è più un problema oggi”, sottolineando gli sforzi compiuti dall’associazione nella direzione di una sempre maggior trasparenza.
In Giappone il partito di riferimento della Soka Gakkai è il New Kōmeitō Party, ricostruzione del partito Kōmeitō, fondato da appartenenti alla Soka Gakkai negli anni sessanta e nato da una fusione, avvenuta nel 1998, con il Clean Government Party e il New Peace Party. Si tratta del terzo partito del Parlamento giapponese e del principale partner dell'attuale coalizione governativa (nell'ultimo gabinetto Abe esprime tre Ministri). Per il Japan Times non mancano tuttavia differenziazioni tra il New Kōmeitō Party e la Soka Gakkai su alcuni argomenti cruciali di politica estera, dovendo il primo rispondere alla coalizione e a diverse posizioni interne. In Giappone le critiche vengono mosse da chi sostiene che le posizioni della Soka Gakkai favorevoli alla pace, non siano che iniziative di facciata per favorire il proselitismo all'estero, e queste si scontrano con l'appoggio al partito Kōmeitō che nel 2003 votò a favore dell'invio di 500 osservatori giapponesi in Iraq e del progetto dell'attuale esecutivo di modificare la costituzione pacifista. Secondo il giornale Peace Reporter gli esponenti politici del Kōmeitō sono tutti membri della Soka Gakkai, nonostante il partito sia formalmente separato da essa. e vengono altresì citate le raccolte di firme contro la pena di morte mai effettuate nel paese nipponico, dove la Soka Gakkai, pur dichiarandosi più volte contraria alla condanna capitale, non avrebbe manifestato una decisa opposizione in merito. In realtà durante il primo governo di centro-destra, con il Komeito al potere assieme a Junichiro Koizumi, esponente moderato del LDP, si ottenne una moratoria della pena di morte, in quanto il Ministro Seiken Sugiura (2005-2006), in ossequio al suo credo buddhsta, rifiutò di applicare la pena capitale. La cosa è però poi cambiata con il successivo leader del LDP, Shinzō Abe, esponente nazionalista, anche se il partito ha comunque presentato mozioni parlamentari per l'abolizione della pena capitale, rimaste però isolate e senza grande seguito
In ogni caso nel 2016, all'incontro interreligioso ad Assisi, il vicepresidente della Soka Gakkai, vicino al Komeito, Tamotsu Sugiyama, ha dichiarato agli esponenti della Comunità di Sant'Egidio che la posizione del partito è fermamente contraria alla pena di morte e che esso potrebbe riuscire a far valere la propria forza di stretto alleato del premier Abe, per proporre o chiedere l'abolizione (o la moratoria permanente) della pena di morte presso la Dieta (il parlamento giapponese).
Critiche di incoerenza sono poi state fatte alla Soka Gakkai per la sua "promozione dell'ambientalismo", a cui, secondo molti, non fanno sempre seguito reali azioni concrete.
Ad essere criticata è infine la dottrina: secondo le scuole buddiste Nichiren Shōshū e Nichiren-shū, la Soka Gakkai praticherebbe e promuoverebbe un buddismo Nichiren di tipo "spurio", talvolta assai distante dal Dharma originale del buddismo e dai suoi principi fondamentali, troppo influenzato dalla teoria del valore di Makiguchi e dal pensiero di Daisaku Ikeda.. Uno dei punti centrali delle critiche, riguarda la traduzione che la Soka Gakkai fa degli scritti di Nichiren dove la parola tradizionalmente tradotta con "meriti" viene sostituita con la parola "benefici". Nichiren parlò effettivamente del fatto che "i desideri terreni sono illuminazione" e che quindi, tramite la recitazione del Daimoku, la pratica buddista sarebbe ritenita un mezzo per accrescere i propri meriti karmici e per cui anche la vita quotidiana migliorerebbe, ma ciò solo in vista dell'ottenimento poi di un karma e una rinascita migliori,  e non benefici personali di per sé (ma anzi la ricerca dei desideri sarebbe ritenuta nociva dalle quattro nobili verità). I critici della Soka Gakkai sostengono quindi che la scuola laica "promuova" la recitazione del Daimoku come se fosse una sorta di "pratica magica". Gli aderenti dell'Istituto invece, ma anche coloro che ne appoggiano la dottrina (come i gruppi fondati da ex membri, tipo l'American Nichiren Buddhist Independent Movement che hanno lasciato per vari motivi le scuole di origine ma continuano a seguire sostanzialmente la pratica del buddismo Nichiren come insegnato da esse), sostengono altresì che ciò può essere inteso solo come un "mezzo", cioè in ambito buddista Mahayana un "espediente", atto a venire incontro alle capacità di comprensione del discepolo in modo da farsi comprendere da chiunque, al fine di portarlo alla vera conoscenza del Dharma, oltre a ritenere che in realtà può quindi venire descritto in questo modo solo da un praticante inesperto.
La posizione ufficiale della Soka Gakkai Internazionale rispetto a quanto sopra è sempre stata quella di attribuire gli eventuali errori che sono stati commessi ad alcuni responsabili locali, i quali avrebbero insistito sugli effetti immediati della pratica in maniera eccessiva per "avere nuovi credenti", o avrebbero talvolta commesso abusi personali o errori di gestione, non imputabili alla dirigenza di Tokyo. 
In particolare, rispetto agli attacchi mediatici all'organizzazione e alla figura del suo presidente, Daisaku Ikeda, cominciati sul finire degli anni '80, la Soka Gakkai Internazionale afferma che siano attribuibili ad una campagna diffamatoria iniziata dal 67º sommo patriarca della Nichiren Shoshu, Nikken Abe, assieme ad un ex membro del gruppo, l'avvocato Masatomo Yamazaki (arrestato tra il 1991 e il 1993 dopo la scoperta di sue attività illegali ai danni della Soka Gakkai, e precedentemente condannato a tre anni di prigione per estorsione di denaro all’organizzazione). Il patriarca non avrebbe mai accettato l'abbandono, da parte della maggior parte dei membri, i quali lasciarono il clero per seguire Ikeda e la Soka Gakkai dopo la scomunica ricevuta nel 1991 ed avrebbe quindi tentato di screditare la scuola laica Soka, accusandola di eresia, crimini e settarismo, negando inoltre a chiunque fosse legato ad essa l'accesso al tempio principale della Nichiren Shoshu, Taiseki-ji, situato a Fujinomiya, con l'ulteriore proibizione di distribuire copie del Gohonzon lì custodito.

### Controversie sull'oggetto di culto
A seguito della scomunica della Soka Gakkai del 1991 da parte del clero, la questione del "vero oggetto di culto" divenne uno dei maggiori punti nodali della controversia religiosa tra la Nichiren Shoshu e la Soka Gakkai. 
La Nichiren Shōshū, con l'obiettivo di differenziare i culti, si affrettò a pubblicare il libretto 100 Questions and Answers about the Soka Gakkai Counterfeit Gohonzon e la guida The Grave Crime of the Soka Gakkai's Distributions of Counterfeit Gohonzons, quali linee guida per identificare il vero oggetto di culto quando la Soka Gakkai iniziò la consegna ai propri fedeli della copia di un Gohonzon proveniente dal Tempio Joen-ji nella prefettura di Tochigi (trascritto da Nichikan il 13 giugno 1720). Il clero considerò ufficialmente tale Gohonzon una contraffazione, anche se su questo ci furono opinioni discordanti tra alcuni templi: Bando Sato, abate del tempio Daien nella prefettura di Kanagawa, ad esempio, lasciò per questo motivo il clero per aderire alla Soka Gakkai.